# Roger King (musicus)
Roger King is een Engels muzikant. Hij is vooral bekend als toetsenist in de groep rond Steve Hackett sinds de jaren 90.
King is afkomstig van Noord-Londen. Rond zijn zesde leerde hij piano spelen, en rond zijn veertiende begon hij ook met kerkorgel, maar in zijn twintiger jaren liet hij het zelf spelen van muziek wat varen. Halverwege de jaren 80 ging hij aan de slag bij Island Music als geluidsingenieur. In de jaren 90 werd hij freelancer, en hield hij zich ook even met filmmuziek bezig. Hij deed onder meer remixes voor de Backstreet Boys en Snoop Dog en was producent voor werk van Peter Andre en Jamelia.
Halverwege de jaren 90 kwam hij in contact met Steve Hackett voor Genesis Revisited. Sinds bleef hij meerwerken aan verschillende uitgaven van Steve Hackett, en in de 21ste eeuw werd hij ook een vast lid van de groep waarmee Steve Hacket op tournee trok. Hij verscheen sindsdien dan ook als pianist op tientallen cd- en dvd-uitgaven van Steve Hackett. Hij werd ook lid van The Mute Gods, een band die door Nick Beggs in 2015 werd opgericht, met King en met drummer Marco Minnemann. Van deze groep verschenen in de volgende jaren een aantal albums.